# Ernest Krenkel
Ernest Teodorovitch Krenkel (en russe : Эрнст Теодо́рович Кре́нкель) (Tartu, 24 décembre 1903-Moscou, 8 décembre 1971) est un géographe, opérateur radio et explorateur russe de l'Arctique.

## Biographie

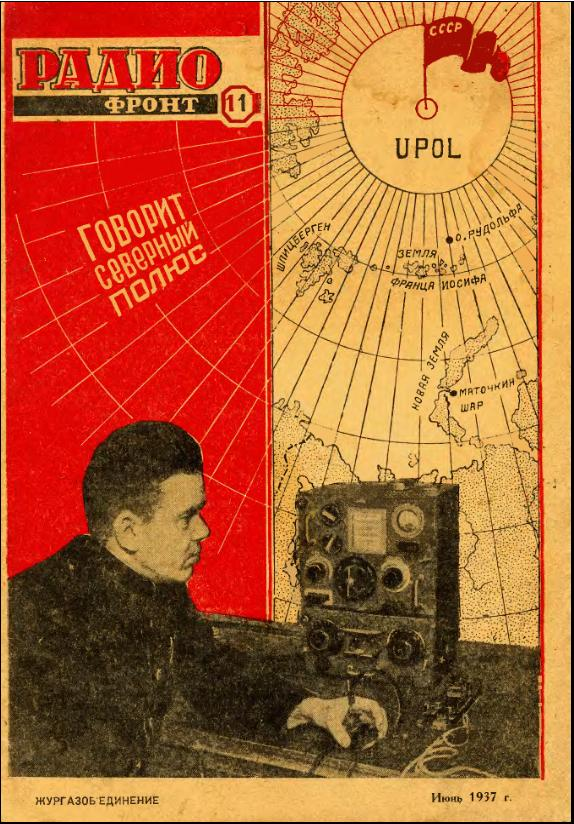
L'opérateur-radio polaire Krenkel en couverture du magazine Radiofront en 1937

Fils d'un professeur de langue, Théodore Krenkel, et de sa femme, d'origine allemande, Maria, il arrive à Moscou en 1910 avec sa famille et commence ses études en 1913. Diplômé en radiotélégraphie (1922), il se rend à Léningrad pour trouver un emploi. Il accepte alors un poste en Nouvelle-Zemble (1924).
Opérateur-radio officiant dans les stations polaires du Détroit de Matotchkine (1924–1925 et 1927–1928) puis de la baie Tikhaya (1929–1930), il établit le 12 janvier 1930, le record du monde de la plus longue communication radio entre l'Archipel François-Joseph et l'Antarctique.
Il participe en 1931 à une expédition arctique à bord du Graf Zeppelin puis des brise-glaces Sibiriakov (1932) et Tcheliouskine (1933-1934).
Opérateur-radio à la station de Cap Olovyanniy (1935-1936) puis à celle de l'île Domashniy (1936), il est l'opérateur-radio de la station dérivante Severny Polious-1 d'Ivan Papanine (1937-1938).
Adjoint au Soviet suprême de l'Union soviétique (1937-1946), il travaille en 1938 pour la direction générale de la route maritime du Nord puis, en 1951, entre au Service fédéral russe d'hydrométéorologie et de surveillance environnementale dont il devient directeur en 1969.
Mort en 1971, il est inhumé au cimetière de Novodevitchi.

## Écrits
- Четыре товарища, 1940
- My Callsign is RAEM (en russe : мои позывные), 1973 (auto-biographie)

## Hommages et récompenses
- Héros de l'Union soviétique (1938)
- Deux médailles de l'Ordre de Lénine

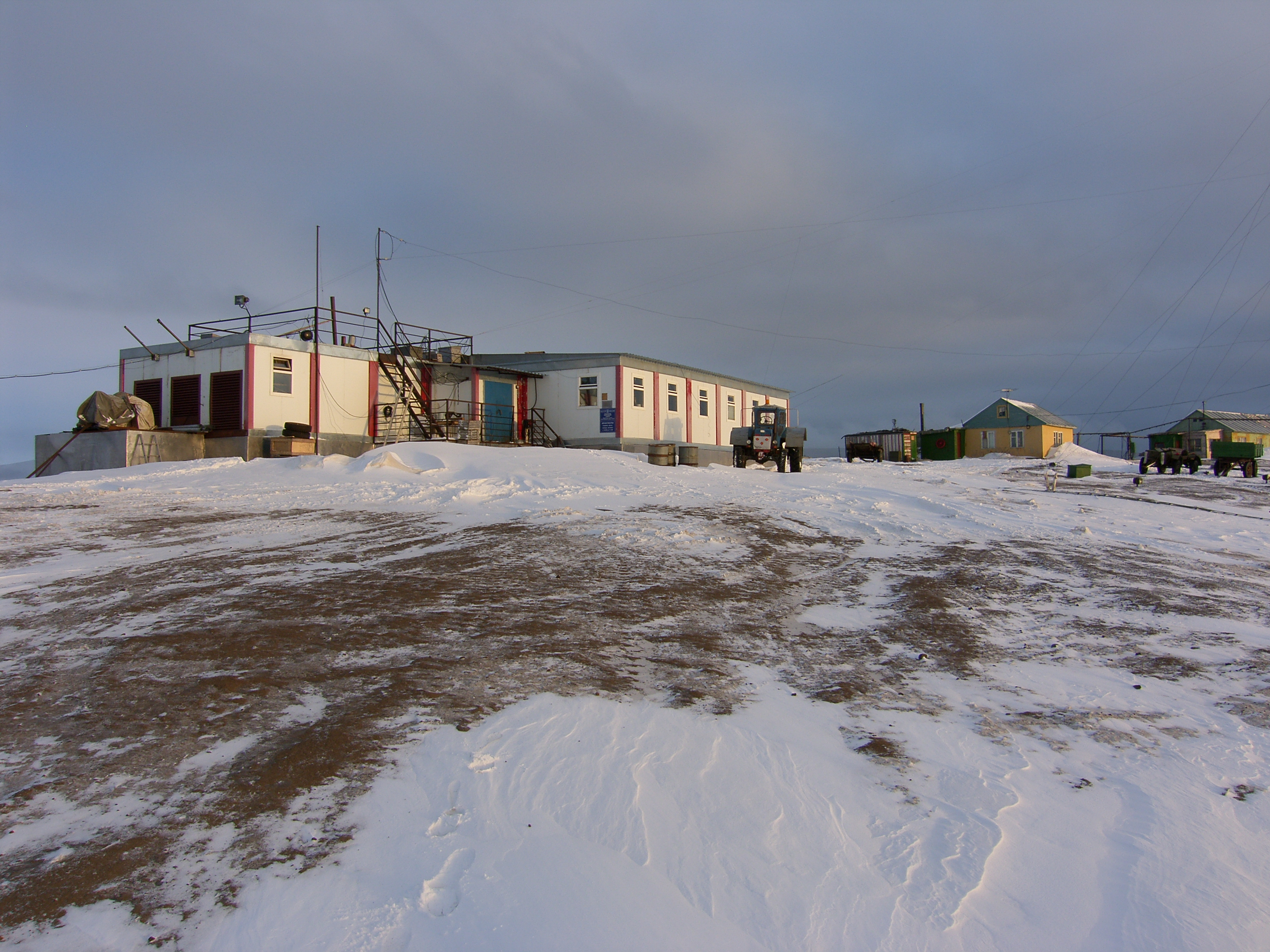
La station hydrométéorologique Krenkel

- Le Ernst Krenkel Observatory sur l'île Heiss a été nommé en son honneur
- Une baie de la mer des Laptev, sur la côte est de l'île Komsomolets en Terre du Nord, ainsi qu'un rue de Moscou portent son nom.